# مطار تيانشوي ماجيشهان
مطار تيانشوي ماجيشهان (بالصينية: 天水麦积山机场)(إياتا: THQ، إيكاو: ZLTS) مطار عسكري/عام يقع بمدينة تيانشوي في قانسو في الصين. يبلغ طول المدرج 2800 م . هو في الأصل مطار عسكري حول في عام 2008 إلى مطار عسكري ومدني ثنائي الاستخدام باستثمار 64 مليون يوان. افتتح المطار أمام الرحلات التجارية في 28 سبتمبر 2008.
المطار محصور في مركزي المدينة، سيستبدل بمطار جديد مزدوج الاستخدام، يقع على بعد 20 كم غربًا بالقرب من مدينة تشونغ ليانغ. سيبلغ قياس المطار الجديد 4 كيلومترات مربعة، وسيحتوي على مدرج بطول 3200 متر (10500 قدم). بدأ بناء المطار الجديد في 26 سبتمبر 2020.

## شركات الطيران والوجهات
| شركـات طيـران      | الوجهات |
| ------------------ | --- |
| طيران الصين اكسبرس | مطار تشونغتشينغ جيانغبى الدولي، مطار هانغتشو شياوشان الدولي، مطار نانجينغ الدولي، مطار تيانجين الدولي، مطار شيان شيانيانغ الدولي، مطار ينتشوان خه دونغ عارض: مطار تشانغشا هوانغوا الدولي، مطار قوانغتشو باييون الدولي، مطار شينزين باوان الدولي |

## معرض صور

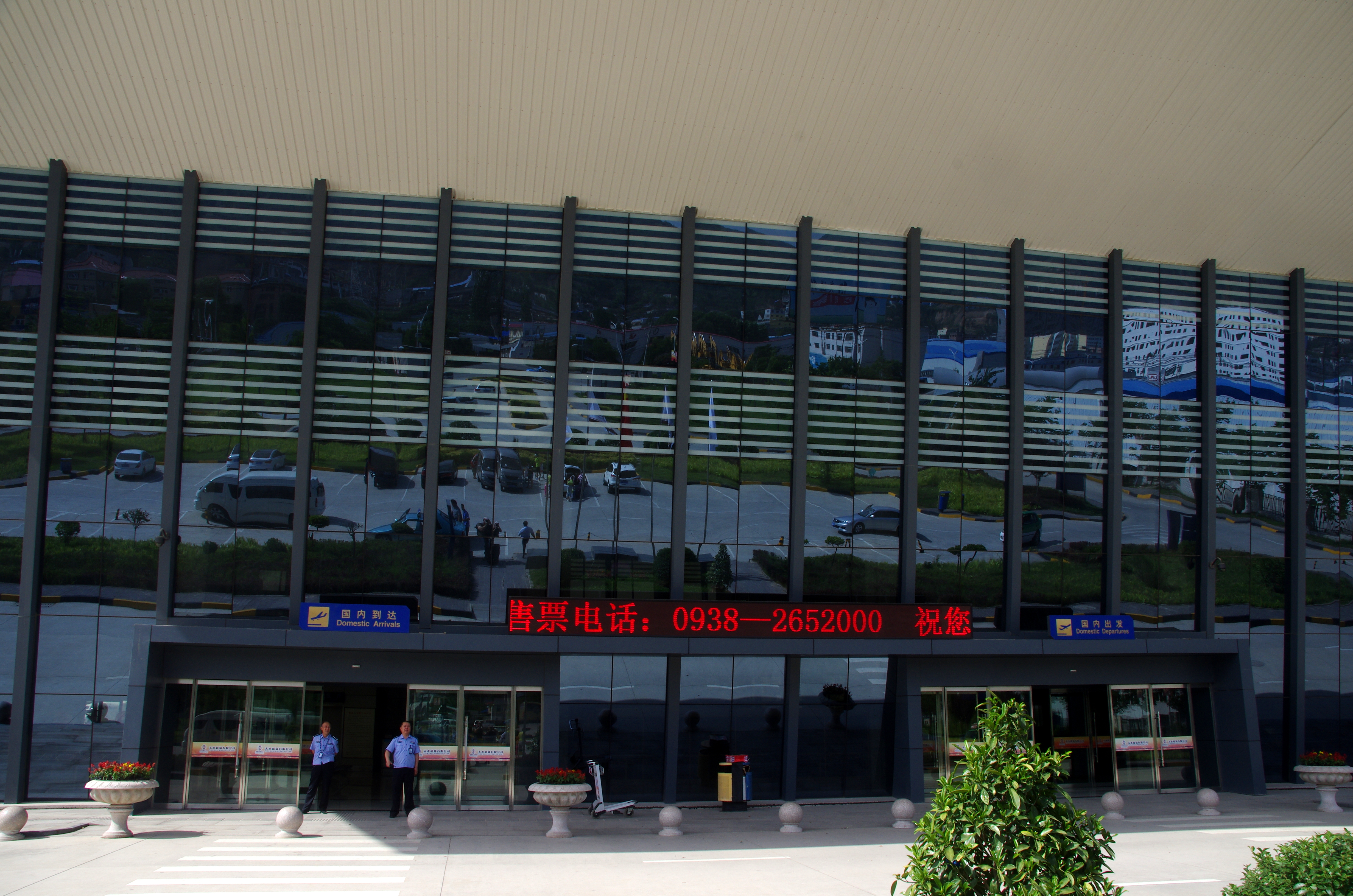
مدخل مطار تيانشوي مايجيشان
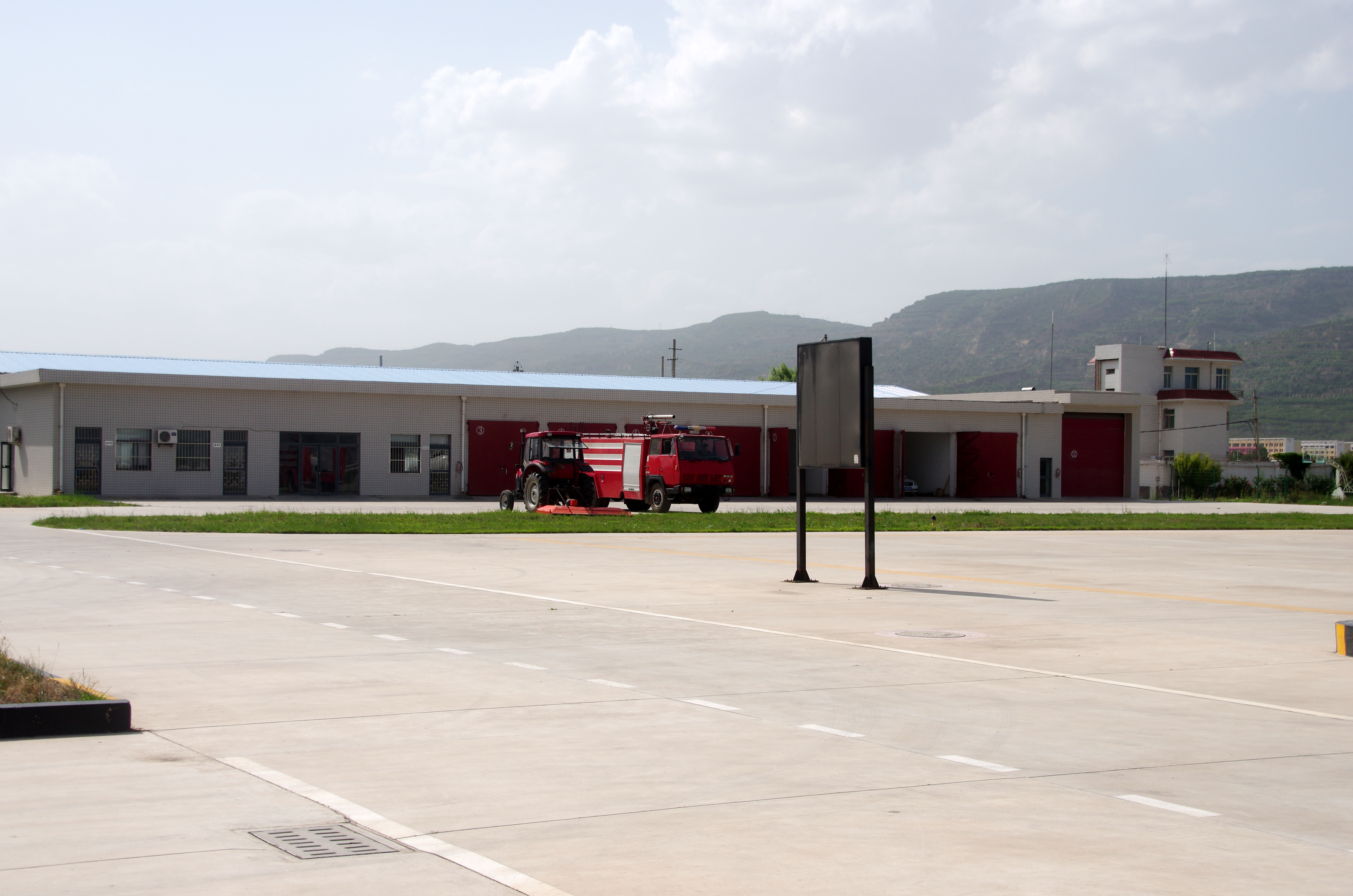
محطة إطفاء مطار تيانشوي مايجيشان
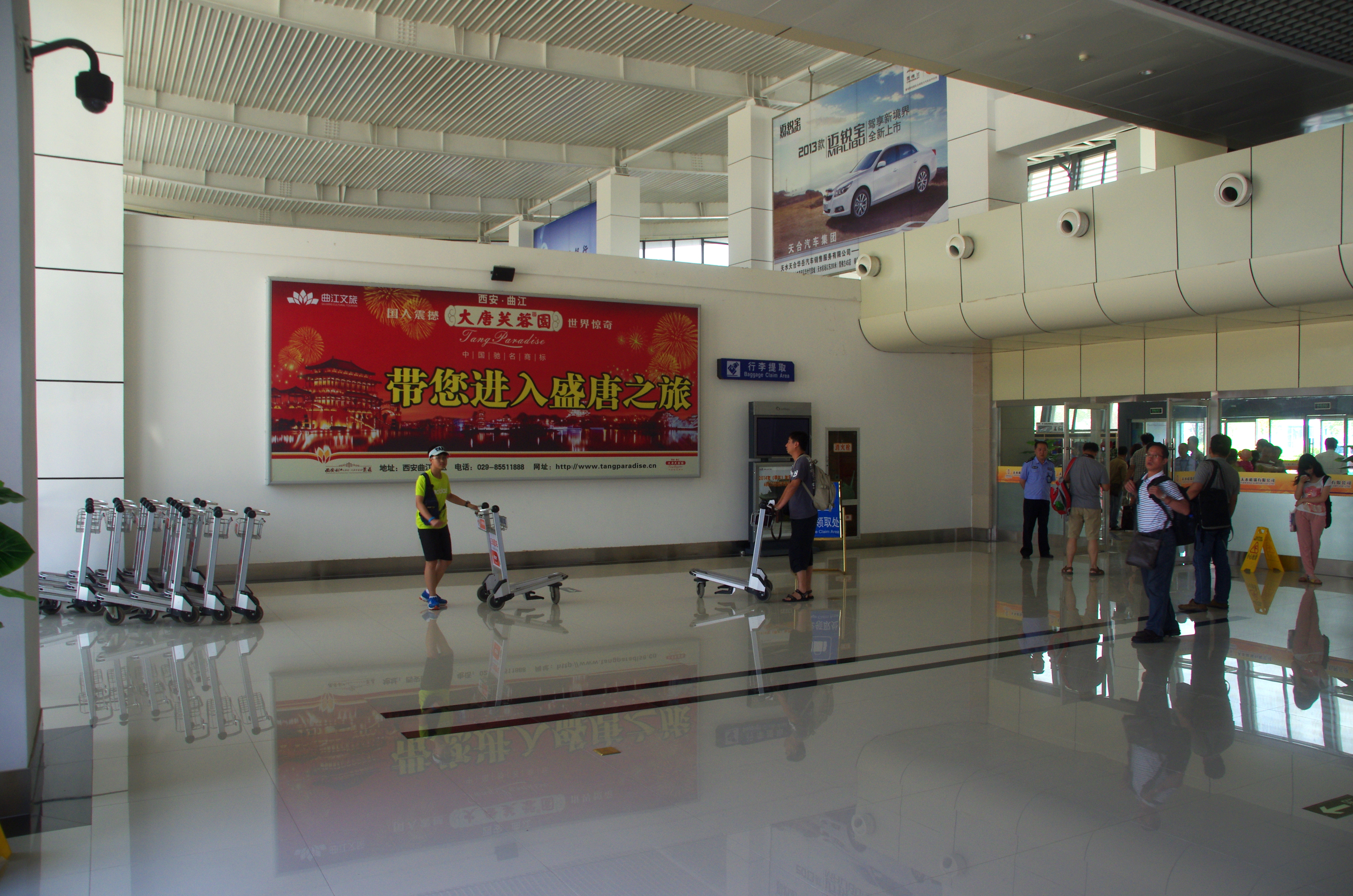
صالة استلام الأمتعة في مطار تيانشوي مايجيشان
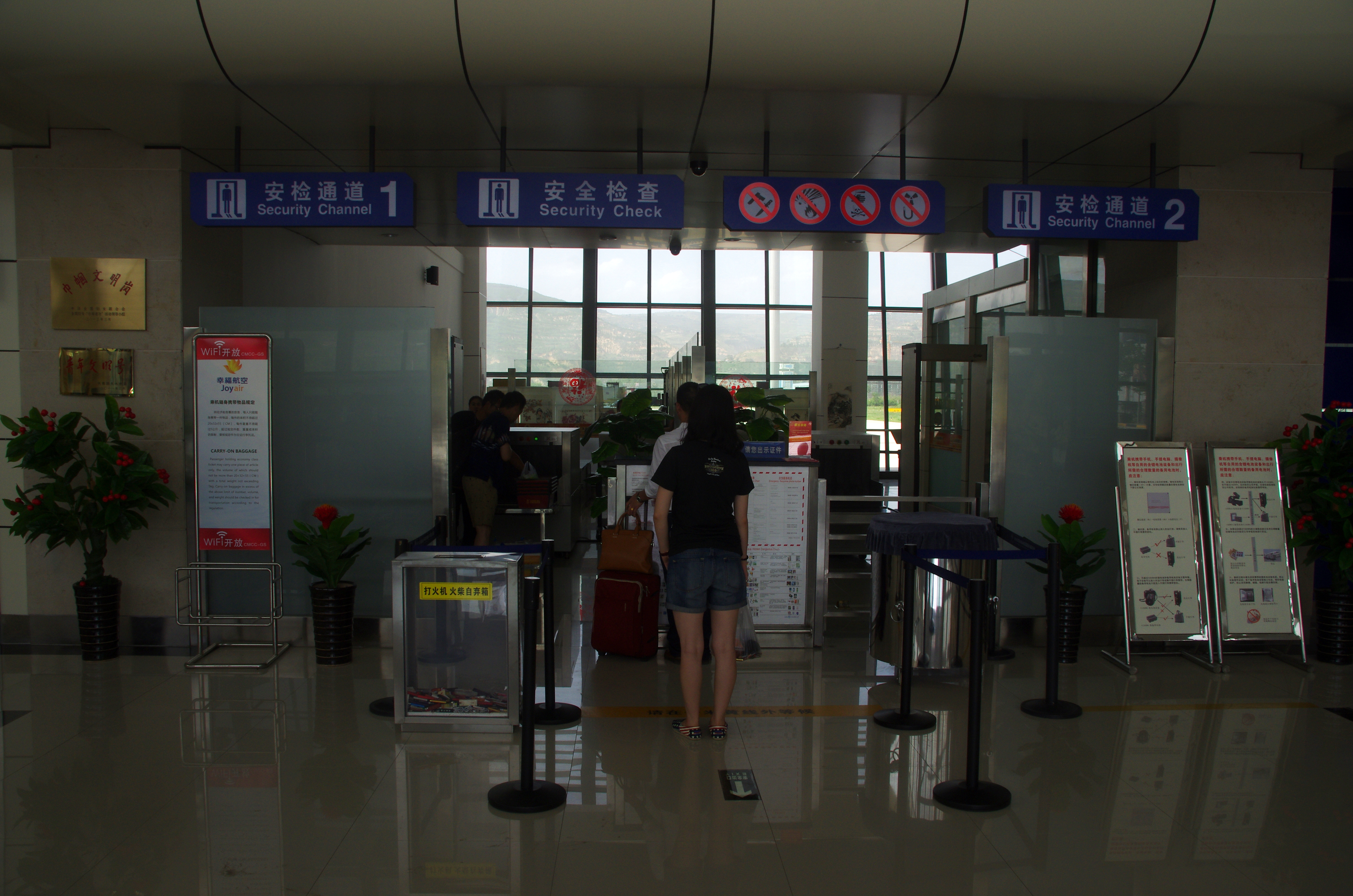
الفحص الأمني لمطار تيانشوي مايجيشان
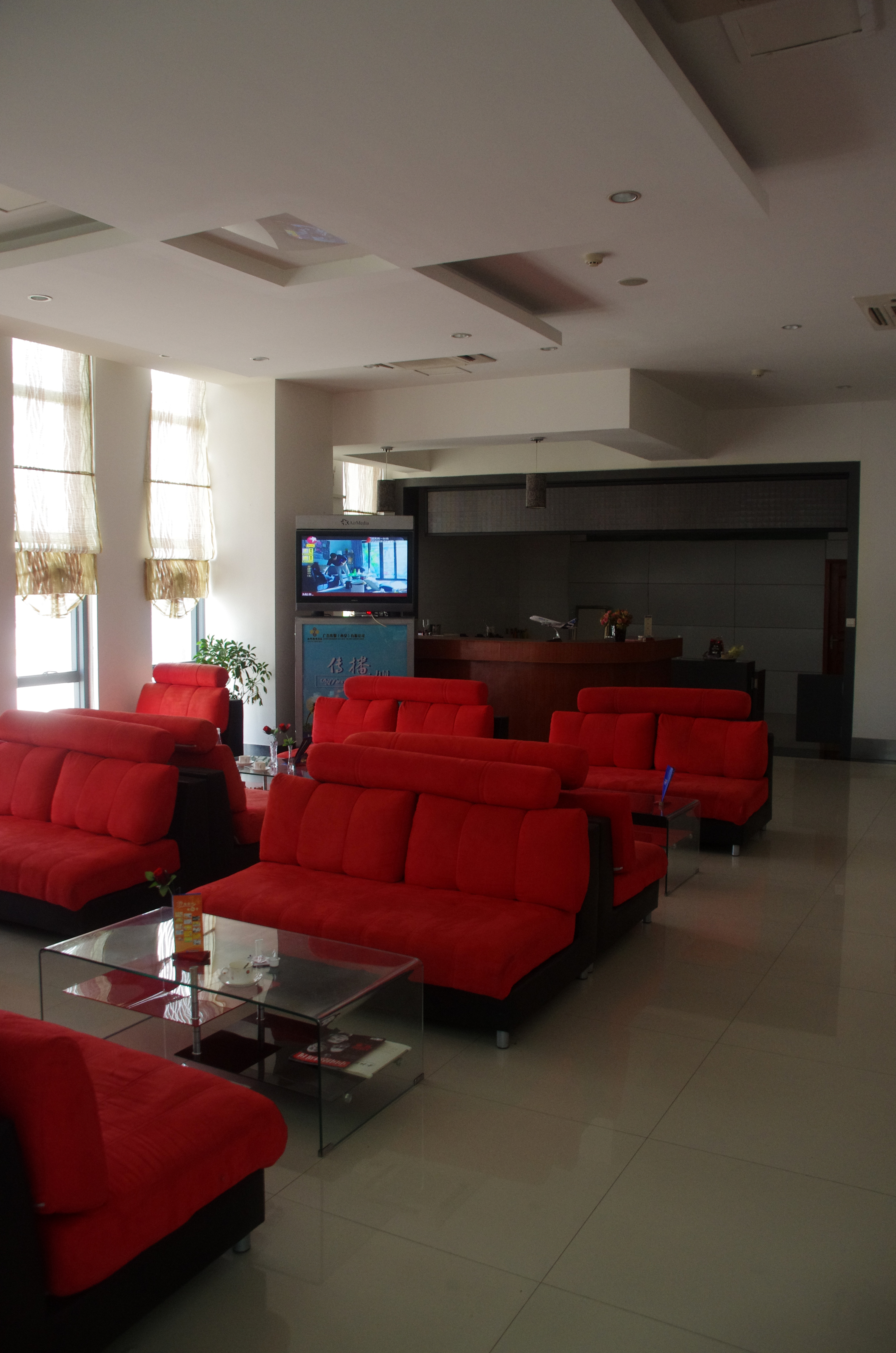
مقهى مطار تيانشوي مايجيشان

## وصلات خارجية
- http://www.flightstats.com/go/Airport/airportDetails.do?airportCode=THQ